# انتخابات الرئاسة المجرية 2005
انتخابات الرئاسة المجرية 2005 هي الانتخابات الرئاسية التي جرت في 7 يونيو 2005، في المجر، لانتخاب رئيس المجر، فاز بالانتخابات لاسلو شويوم.